# Cryptocarya simonsii
Cryptocarya simonsii är en lagerväxtart som beskrevs av André Joseph Guillaume Henri Kostermans. Cryptocarya simonsii ingår i släktet Cryptocarya och familjen lagerväxter. Inga underarter finns listade i Catalogue of Life.